# Calileptoneta sylva
Espèce
Synonymes
- Leptoneta sylva Chamberlin & Ivie, 1942

Calileptoneta sylva est une espèce d'araignées aranéomorphes de la famille des Leptonetidae.

## Distribution
Cette espèce est endémique des États-Unis. Elle se rencontre dans le comté de Shasta en Californie et dans le comté de Jackson en Oregon.

## Description
Le mâle décrit par Ledford en 2004 mesure 2,17 mm et la femelle 2,69 mm.

## Publication originale
- Chamberlin & Ivie, 1942 : A hundred new species of American spiders. Bulletin of the University of Utah, vol. 32, no 13, p. 1-117 (texte intégral).